# Kureń Bukowiński (1919)
Kureń Bukowiński (ukr. Буковинський курінь) – ukraińska ochotnicza formacja wojskowa, utworzona w 1919 roku z uchodźców z zajętej przez Rumunię Bukowiny.
Kureń Bukowiński walczył przeciw wojskom bolszewickim w składzie Żelaznej Dywizji armii Ukraińskiej Republiki Ludowej. Dowódcą Kurenia był Omelian Kantymir.